# Бире (Мајен)
Бире (фр. Buret) насеље је и општина у западној Француској у региону Лоара, у департману Мајен која припада префектури Шато Гонтје.
По подацима из 2011. године у општини је живело 309 становника, а густина насељености је износила 23,92 становника/km². Општина се простире на површини од 12,92 km². Налази се на средњој надморској висини од 90 метара (максималној 112 m, а минималној 48 m).

## Демографија
| 1962. | 1968. | 1975. | 1982. | 1990. | 1999. | 2011. |
| ----- | ----- | ----- | ----- | ----- | ----- | ----- |
| 333   | 334   | 259   | 251   | 254   | 255   | 309   |

График промене броја становника у току последњих година